# Julie Chadwick
Julie Chadwick es una deportista australiana que compitió en taekwondo. Ganó una medalla de oro en el Campeonato Asiático de Taekwondo de 1986, en la categoría de –51 kg.

## Palmarés internacional
| Campeonato Asiático | Campeonato Asiático | Campeonato Asiático | Campeonato Asiático |
| Año                 | Lugar               | Medalla             | Categoría           |
| ------------------- | ------------------- | ------------------- | ------------------- |
| 1986                | Darwin (Australia)  | Medalla de oro      | –51 kg              |